# خوان بونيلا (كاتب)
خوان بونيلا (بالإسبانية: Juan Bonilla)‏ هو كاتب وشاعر إسباني، ولد في 11 أغسطس 1966 في شريش في إسبانيا.